# Mont Ventoux
Mont Ventoux är ett berg i provenceregionen i södra Frankrike cirka 20 km nordöst om Carpentras i departementet Vaucluse. På nordsidan gränsar berget till Drôme departementet. Det är det klart största berget i området och har kallats jätten i Provence.
Det kan bli väldigt blåsigt på toppen, särskilt på grund av väderfenomenet mistral. Vindhastigheter så höga som 320 km/h har uppmätts. Vägen över berget är ofta stängd på grund av blåsten. Namnet kommer dock inte från blåsten, även om det ofta sägs så (franska "vent" betyder "vind" och "venteux" betyder "blåsig"), utan anses komma från keltoliguriska "ven" som betyder "höjd".
Trots att Mont Ventoux geologiskt är en del av alperna, betraktas den oftast som åtskild från dem på grund av bristen på berg av samma höjd i närheten. Den står ensam väster om Luberon-bergskedjan och öster om Dentelles de Montmirail. Toppen på berget består av bara kalksten utan träd eller annan vegetation. Den vita kalkstenen på bergets kala topp innebär att berget från avstånd ser ut att vara snöklätt året runt (snön ligger dock bara mellan december och april). Dess isolerade position gör att det dominerar landskapet och man kan se många många kilometer en klar dag.

## Historia

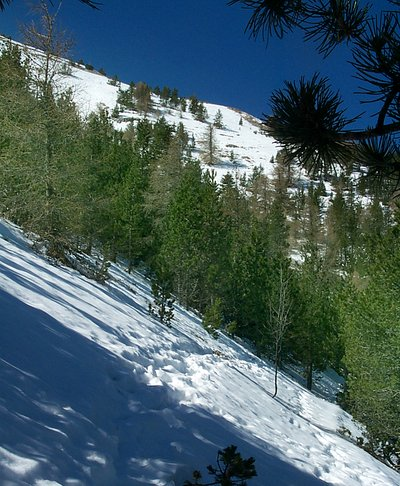
Under bergstoppen på nordsidan låg en halvmeter snö den 26 april 2005, på dagen för Petrarcas bestigning år 1336.

Den italienske kaniken och renässanspoeten Petrarca skrev om sin bestigning av Mont Ventoux, eller Ventosum som berget kallas på latin, den 26 april 1336 i ett välbekant brev publicerat som ett av hans Epistolae familiares (IV, 1). I detta brev, skrivet omkring 1350, hävdade Petrarca att han var den förste sedan antiken att bestiga ett berg för utsiktens skull. Även om den historiska riktigheten hos detta har ifrågasatts av lärda i modern tid, så citeras det ofta i diskussioner kring renässansens nya anda. År 1975 utdelades för första gången det internationella litteraturpriset Petrarca-Preis och Mont Ventoux valdes som ceremoniplats för att erinra om Francesco Petrarcas bestigning.  

## Cykelvägar

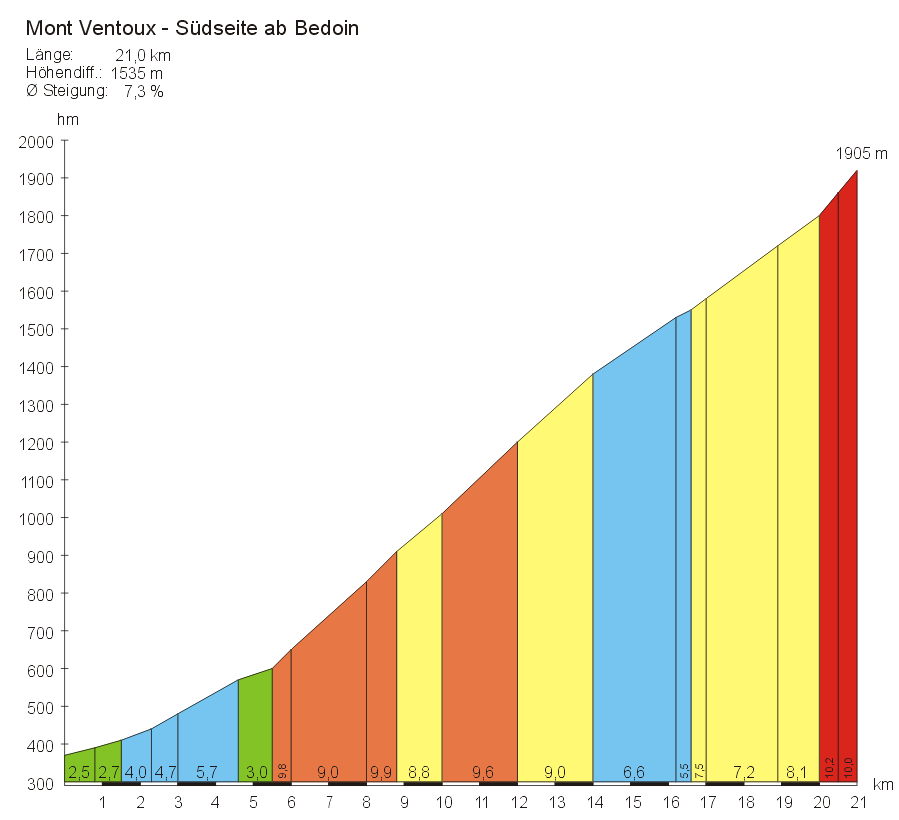
Profil äver stigningen från Bédoin.

För landsvägscykelsentusiaster kan berget bestigas längs tre olika vägar.
- Söder från Bédoin: 22 km med 1610 m höjdskillnad. Detta är den svåraste och mest kända uppfarten. Medellutningen är 7,1 %. Fram till Saint-Estève är klättringen lätt, men de sista 16 kilometrarna har en medellutning på 10 % och det förekommer ofta kraftiga vindar. Det tar 2-3 timmar till toppen för vältränade amatörer och professionella kan klara av det på 1-1,5 timme. Den snabbaste tiden har noterats av Iban Mayo i ett individuellt bergstempolopp under 2004 års Dauphiné Libéré: 55 min 51 sek. Tiden mättes för första gången från Bédoin för första gången i 1958 års Tour de France, då Charly Gaul var snabbast med tiden 1 h 2 min 9 sek.

- Norr från Malaucène: 21 km med 1550 m höjdskillnad. Lite lättare än från Bédoin, bättre skyddad från vinden. 7,2 % medellutning.

- Öster från Sault[4]: 26 km med 1210 m höjdskillnad. Den lättaste vägen. Efter 20 km vid Chalet Reynard (där toppens "månlandskap" börjar) är vägen samma som från Bédoin. Medellutning 4,5 %.

Varje år arrangeras amatörlopp där man tävlar i att köra upp och ner för berget så många gånger som möjligt under 24 timmar. Den 16 maj 2006, slog Jean-Pascal Roux från Bédoin rekordet med elva klättringar, alla från Bédoin. 

### Tour de France

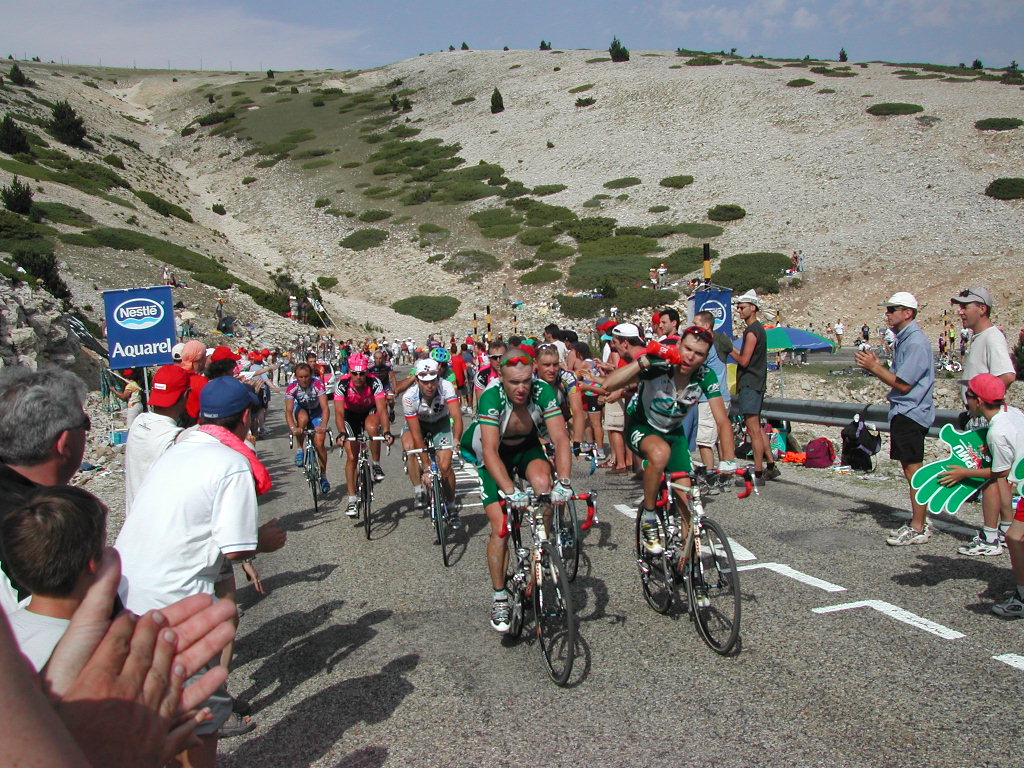
En grupp cyklister kämpar sig upp för Mont Ventoux under 2002 års upplaga av Tour de France.

Mont Ventoux har blivit legendariskt som en av de tuffaste klättringarna i Tour de France, där det har använts tretton gånger sedan 1951. Mont Ventoux har tuffaste klassificeringen, hors catégorie.
Berget fick uppmärksamhet världen över när det tog livet av den engelske cyklisten Tom Simpson, som dog där den 13 juli 1967, av en kombination av amfetamin, alkohol och utmattning. Han började att kränga våldsamt över vägen innan han föll ihop. Han yrade och bad åskådarna att hjälpa honom upp på cykeln igen. Han klarade sig en dryg halvkilometer till innan han föll död ner. Amfetamin återfanns i hans tröja och i hans blod. Det finns numera ett minnesmärke över Simpson nära toppen. 1970 cyklade Eddy Merckx sig själv nästan till kollaps när han vann etappen. Han fick syre, återhämtade sig och vann Touren. 
Tour de France gick upp på berget även 2016 men sträckan fick avbrytas i förtid på grund av dåligt väder. 2021 gick tävlingen upp på toppen två gånger på samma etapp, nr 11, ner till Bedoin på 331 meter däremellan, sen målgång i närbelägna staden Malaucene på 325 meter. Vinnare blev Wout van Aert.

### Först uppför Mont Ventoux i Tour de France
- 2025 Valentin Paret-Peintre
- 2021 passage 2*:Wout van Aert
- 2021 passage 1*: Julian Alaphilippe
- 2016*: Thomas De Gendt
- 2013: Chris Froome
- 2009: Juan Manuel Gárate
- 2002: Richard Virenque
- 2000: Marco Pantani
- 1994*: Eros Poli
- 1987: Jean-François Bernard
- 1974*: Gonzalo Aja
- 1972: Bernard Thévenet
- 1970: Eddy Merckx
- 1967*: Julio Jimenez
- 1965: Raymond Poulidor
- 1958: Charly Gaul
- 1955*: Louison Bobet
- 1952*: Jean Robic
- 1951*: Lucien Lazarides

*Först upp på toppen. Etappmålet var inte på Mont Ventoux.